# القرن العلي الأعلى (يهر)

تعديل مصدري - تعديل

القرن العلي الأعلى هي إحدى قرى عزلة يهر بمديرية يهر التابعة لمحافظة لحج، بلغ تعداد سكانها 77 نسمة حسب تعداد اليمن لعام 2004.